# Nikon (Vasin)
Nikon (světským jménem: Nikolaj Ivanovič Vasin; * 1. ledna 1942, Lipec) je ruský duchovní Ruské pravoslavné církve a emeritní metropolita lipecký a zadonský.

## Život
Narodil se 1. ledna 1942 v Lipecku.
Navštěvoval škole ve vesnici Ťuševka. Poté pracoval v závodu "Slobodnyj sokol". V letech 1961–1964 sloužil v řadách Sovětské armády.
Roku 1973 nastoupil na Oděský duchovní seminář, který dokončil roku 1976. Dne 9. září 1976 byl biskupem voroněžským a lipeckým Juvenalijem (Tarasovem) rukopoložen na diákona a o den později na jereje. Stal se představeným chrámu Pokrova přesvaté Bohorodice ve vesnici Pavlovka.
Roku 1978 započal dálkové studium na Moskevské duchovní akademii.
Dne 21. března 1980 jej biskup Juvenalij (Tarasov) postřihnul na monacha se jménem Nikon na počest svatého Nikona Pečerského.
Na Velikonoce roku 1982 byl povýšen na igumena a roku 1990 na archimandritu.
Dne 31. října 1990 byl jmenován zpovědníkem monastýru Alexejevo-Akatov ve Voroněži a 1. července 1991 představeným Zadonského monastýru.
Dne 27. prosince 1995 jej Svatý synod zvolil biskupem zadonským a vikářem voroněžské eparchie.
Dne 31. března 1996 proběhla v chrámu Zjevení Páně v Moskvě jeho biskupská chirotonie. Světiteli byli patriarcha moskevský Alexij II., metropolita krutický a kolomenský Juvenalij (Pojarkov), metropolita volokolamský a jurjevský Pitirim (Něčajev), metropolita voroněžský a lipecký Mefodij (Němcov), arcibiskup odincovský Jov (Tyvonjuk), arcibiskup solněčnogorský Sergij (Fomin), biskup istrijský Arsenij (Jepifanov), biskup bronnický Tichon (Jemeljanov), biskup jekatěrinburský a věrchoturský Nikon (Mironov), biskup orechovo-zujevský Alexij (Frolov) a biskup krasnogorský Sava (Volkov).
V letech 1998–2002 byl také sekretářem eparchiální správy.
Po zřízení lipecké eparchie byl 26. prosince 2003 ustanoven jejím eparchiálním biskupem.
Dne 1. února 2011 byl povýšen na arcibiskupa.
Po zřízení lipecké metropole dne 29. května 2013 byl 23. června povýšen na metropolitu.
Dne 9. července 2019 byl Svatým synodem penzionován. Jako místo pobytu mu byl určen Zadonský monastýr.
Dne 7. října 2020 byl postřižen do velké schimy se jménem Nikon na počest svatého Nikona Radoněžského.